# Convenzione di Mombello
La Convenzione di Mombello, dalla frazione di Limbiate in cui fu firmata, fu un testo imposto il 6 giugno 1797 da Napoleone alla Repubblica di Genova, con cui si sanciva la fine del regime oligarchico e aristocratico, e la nascita della Repubblica Ligure democratica. Al testo dell'accordo, che fu poi approvato a Genova il 9 giugno, Bonaparte unì una lista di 22 persone designate a formare il nuovo governo, tra cui figuravano alcuni nobili, compreso il marchese Giacomo Maria Brignole. Tale governo, detto provvisorio, fu insediato il 13 giugno con a capo lo stesso Giacomo Brignole che, in tal modo, cambiava soltanto carica: da doge diventava presidente.
La Convenzione imponeva in pratica la Costituzione della repubblica: un parlamento bicamerale di 300 e 150 membri che nominava un governo di dodici membri più un presidente, e una suddivisione in comuni e distretti, mentre per l’immediato la Francia si riservava per il 14 giugno la nomina di un governo provvisorio di 22 membri sotto il doge uscente. Veniva infine ventilata la possibile incorporazione dei feudi imperiali della regione.